# Nieste (gmina)
Nieste – miejscowość i gmina w Niemczech, w kraju związkowym Hesja, w rejencji Kassel, w powiecie Kassel.

## Współpraca
Miejscowości partnerskie:
- Dunaszentgyörgy, Węgry
- Frankenhain, Turyngia